# Cephalocoema pararostrata
Cephalocoema pararostrata är en insektsart som beskrevs av Piza Jr. 1981. Cephalocoema pararostrata ingår i släktet Cephalocoema och familjen Proscopiidae. Inga underarter finns listade i Catalogue of Life.